# Labatut, Ariège

Labatut este o comună în departamentul Ariège din sudul Franței. În 1 ianuarie 2022 avea o populație de 177 de locuitori.